# Mason Vicentino
Mason Vicentino (velenceiül Mazon) település Olaszországban, Veneto régióban, Vicenza megyében. Lakosainak száma 3501 fő (2018. január 1.).

## Népesség
A település népességének változása:

| 2017 | 3 493 |
| 2018 | 3 501 |